# Jessica McNamee
Jessica McNamee (Sydney, 16 de Junho de 1986) é uma atriz australiana. A carreira dela foi construída nos programas da Seven Network Home and Away e Packed to the Rafters. Desde então fez vários filmes e séries nos Estados Unidos, como Sirens (2014-5), The Vow (2012), Chips (2017), Battle of the Sexes (2017) e Mortal Kombat (2021).

## Filmografia
| Ano             | Título                | Papel          | Notas                                         |
| --------------- | --------------------- | -------------- | --------------------------------------------- |
| 2007            | Home and Away         | Lisa Duffy     | Guest role                                    |
| 2008–2010, 2013 | Packed to the Rafters | Sammy Rafter   | Regular role 2008–10, Guest 2013; 55 episodes |
| 2010            | The Loved Ones        | Mia            |                                               |
| 2010            | 50-50                 | Nelly Cameron  | Short film                                    |
| 2012            | The Vow               | Gwen Thornton  |                                               |
| 2013            | White Collar          | Penny Chase    | Guest role                                    |
| 2014            | The Time of Our Lives | Lisa Montego   | 4 episodes                                    |
| 2014–2015       | Sirens                | Theresa Kelly  | Main role                                     |
| 2017            | CHiPs                 | Lindsey Taylor |                                               |
| 2017            | Battle of the Sexes   | Margaret Court |                                               |
| 2018            | The Neighbor          | Jenna          |                                               |
| 2018            | The Meg               | Lori           |                                               |
| 2019            | Into the Dark         | Rachel Adams   | Episode:"I'm Just F*cking with You"           |
| 2019            | Locusts               | Izzy           |                                               |
| 2020            | Black Water: Abyss    | Jennifer       |                                               |
| 2021            | Mortal Kombat         | Sonya Blade    |                                               |